# Lista de membros da Royal Society eleitos em 1702
Esta é uma lista de Membros da Royal Society eleitos em 1702.

## Fellows
- John Chamberlayne (ca. 1666 - 1723)
- Jean Chardellou (ca. 1664 - 1771)
- George Cheyne (1671 - 1743)
- John Lowthorp (ca. 1659 - 1724)
- Ludlow (fl. 1702)
- Abraham de la Pryme (1672 - 1704)
- Robert Tompson (ca. 1676 - 1713)
- Michel Le Vassor (ca. 1648 - 1718)
- James Vernon (ca. 1677 - 1756)
- James Yonge (1647 - 1721)